# Théodelinde de Beauharnais
Théodelinde Louise Eugénie Auguste Napoléone de Beauharnais (Mantova, 1814. április 13. – Stuttgart, 1857. április 1.), francia születésű német hercegnő, Eugène de Beauharnais leánya, Jozefina francia császárné unokája, 1817-től leuchtenbergi hercegnő (Prinzessin Theodelinda von Leuchtenberg, házassága révén 1841-től Urach grófnéja, 1857-ben Urach hercegnéje és Württemberg grófnéja (Herzogin von Urach, Gräfin von Württemberg).

## Élete

### Származása, testvérei
Théodelinde de Beauharnais hercegnő édesanyja a Wittelsbach-házból származó Auguszta Amália bajor királyi hercegnő (1788–1851) volt, IV. Miksa József bajor választófejedelem (1756–1825), 1806-tól I. Miksa néven bajor király és Auguszta Vilma Mária hessen–darmstadti hercegnő (1765–1796) legidősebb leánya.
Édesapja Eugène de Beauharnais (1781–1824) francia herceg volt, Itália francia alkirálya, a jakobinusok által kivégeztetett Alexandre François Marie de Beauharnais vikomt (1760–1794) és Joséphine de Beauharnais (1763–1814) fia, 1806-tól I. Napóleon francia császár fogadott fia, 1817-től Leuchtenberg hercege.
Anyai ágon (hesseni, hanau-ansbachi, baden-durlachi és kleeburgi felmenői révén) Joséphine Maximilienne I. Gusztáv és IX. Károly svéd királyok leszármazottja is volt. Apai ágon (lotaringiai felmenői révén) révén II. Keresztély dán király egyik utódjának is vallhatta magát.
Hét testvér között Théodoline Joséphine Maximilienne ötödikként született. Hatan érték meg a felnőttkort.
- Joséphine Maximilienne (1807–1876), aki 1823-ban I. Oszkár svéd király felesége lett.
- Eugénie Hortense (1808–1847), aki Konstantin von Hohenzollern-Hechingen herceg (1801–1869) felesége lett.
- Auguste Charles (1810–1835), Leuchtenberg II. hercege, aki II. Mária (da Glória) portugál királynőt (1819–1853) vette feleségül. 1831-ben jelölték Belgium királyi trónjára, de azt végül Szász-Coburg-Gothai Lipót herceg nyerte el.
- Amélie Auguste (1812–1873), aki I. Péter brazil császár második felesége lett.
- Théodelinde Louise (1814–1857), aki Wilhelm von Württemberg grófhoz, a későbbi urachi herceghez ment feleségül.
- Caroline Clotilde (*/† 1816), csecsemőkorban meghalt.
- Maximilien Joseph (1817–1852), Leuchtenberg III. hercege, aki Marija Nyikolajevna Romanova orosz nagyhercegnőt (1819–1876), I. Miklós orosz cár leányát vette feleségül, és az orosz cári család tagjaként Romanovszkij hercegi címet kapott.

### Gyermekkora
Théodelinde születésekor apja, Eugène de Beauharnais még a Francia Császárság marsallja (Maréchal de l'Empire) és Itália alkirálya volt, Napóleon kegyéből. Leányának egyik keresztnevét, a Napóleon név női változatát Eugène herceg választotta, császári mostohaapja iránti hódolata jeléül. Az Első Császárság ekkor már végnapjait élte, a lipcsei csatában győztes koalíciós hadseregek benyomultak Franciaországba, Itáliát osztrák invázió fenyegette. A család még Milánóban, az alkirályi székhelyen lakott. Théodelinde hercegnő Milánó közelében, a monzai kastélyban született, április 13-án, éppen egy héttel Napóleon császár lemondása (április 6.) után.
Születése után néhány nappal, 1814. április 20-án Milánóban francia-ellenes felkelés tört ki, április 26-án apjának családostul menekülnie kellett, a néhány napos csecsemővel együtt. A család Münchenben kapott menedéket Auguszta Amália hercegnő apjának, I. Miksa bajor királynak udvarában. A bécsi kongresszus döntése értelmében 1815-ben elveszítette a Napóleontól kapott összes címeit és birtokait, helyette 1817-ben apósától, I. Miksa bajor királytól megkapta Leuchtenberg örökletes hercegének címét és Eichstätt fejedelmi birtokát. Théodelinde is felvette a leuchtenbergi hercegnő címet.

### Házassága
1841. február 8-án Münchenben feleségül Friedrich Wilhelm Alexander Ferdinand von Württemberg grófhoz (1810–1869), Urach grófjához, aki a Württembergi királyi ház morganatikus ágából származott. Édesapja Vilmos Frigyes Fülöp württembergi királyi herceg (1761–1830) volt, I. Frigyes württembergi király (1781–1864) öccse. Édesanyja Wilhelmine Rhodis von Tundersfeld grófnő (1777–1822) volt, akivel Vilmos Frigyes herceg rangon aluli (morganatikus) házasságban élt. Théodelinde leuchtenbergi hercegnő és Wilhelm von Urach gróf házasságából négy leány született:
- Auguste-Eugénie Wilhelmine Marie Pauline Friederike hercegnő (1842–1916), aki 1865-ben Parzival Rudolf von Enzenberg grófhoz, majd 1877-ben Franz von Thun und Hohenstein grófhoz ment feleségül.
- Marie Joséphine Friederike Eugénie Wilhelmine Théodelinde hercegnő (1844–1864), fiatalon meghalt.
- Eugénie-Amalie Auguste Wilhelmine Théodelinde hercegnő (1848–1867), fiatalon meghalt.
- Mathilde Auguste Pauline Wilhelmine Théodelinde hercegnő (1854–1907), aki 1874-ben Paolo de Viano herceghez ment feleségül.

### Utolsó napjai
Férjét a király 1857. március 28-án Urach hercegévé (Wilhelm I. Herzog von Urach) nevezte ki, a württembergi grófi cím meghagyásával. Théodelinde hercegnő ezzel Urach hercegnéje lett. De a kinevezést alig élvezhette, mert ekkor már súlyos beteg volt, és néhány nappal később, 1857. április 1-jén reggel Stuttgartban meghalt. A ludwigsburgi királyi kastély kápolnájának kriptájában temették el. Szívét Münchenbe vitték, a Szent Mihály-templom Wittelsbach-kriptájába.
Az özvegyen maradt Wilhelm von Urach herceg 1863. február 16-án feleségül vette a Grimaldi-családból való Florestine Gabrielle Antoinette monacói hercegnőt (1833–1897), akitől két fia született: Wilhelm II. von Urach herceg (1864–1928) (akit az első világháború vége felé, 1918. július 9-én még kikiáltottak a Német Császárság védnöksége alatt álló Litvánia királyának, II. Mindaugas néven), és Karl von Urach herceg (1865–1925).

## További információ
- Théodelinde de Beauharnais családi adatai (The Peerage)
- A Leuchtenberg hercegi család genealógiája (Geocities/Archive.com). (angol nyelven). [2005. február 7-i dátummal az [ eredetiből] archiválva]. (Hozzáférés: 2009. augusztus 18.)
- A Beauharnais család és a Leuchtenberg-ház tagjai (Genealogy.web)